# بابی ایکز
بابی ایکز (انگلیسی: Bobbie Eakes؛ زادهٔ ۲۵ ژوئیهٔ ۱۹۶۱) هنرپیشه و خوانندگی اهل ایالات متحده آمریکا است.
وی بازیگر فیلم‌هایی همچون چیرز، خیابان جامپ شماره ۲۱، جسور و زیبا، لندز اند، راز کوچک ما و روزهای زندگی ما بوده‌است.